# Dichtbloemig kweldergras
Dichtbloemig kweldergras (Puccinellia rupestris, synoniem: Pseudosclerochloa rupestris, Poa rupestris, Poa procumbens, Glyceria procumbens) is een eenjarige- of tweejarige plant die behoort tot de grassenfamilie (Poaceae). De plant komt van nature voor in de West-Europese kustgebieden. Dichtbloemig kweldergras staat op de Nederlandse Rode lijst van planten als in Nederland niet meer aanwezig. Het aantal chromosomen is 2n = 42.
De plant wordt 10 tot 50 cm hoog. De stengels liggen meestal uitgespreid, maar zijn soms opstijgend. De 2 tot 4 mm brede, grijsgroene bladeren zijn vlak.
Dichtbloemig kweldergras bloeit van juni tot in augustus. De 3 tot 6 cm lange bloeiwijze is een eenzijdige, dichte, stijve pluim met schuin tot recht afstaande takken. De 6 tot 8 mm lange, zeer kort gesteelde aartjes bestaan uit 3 tot 5 bloemen van 3 mm lang. De kelkkafjes hebben een vliezige rand. Het onderste, 1- tot 3-nervig kelkkafje is 2 tot 3 mm lang en het 3- tot 5-nervige bovenste is 2,5 tot 3 mm lang. Het onderste 2,8 tot 4 mm lange kroonkafje heeft 5 nerven, waarbij de middennerf tot de top doorgaat. Het bovenste kroonkafje is 3,5 mm lang. De helmknoppen zijn 0,6 tot 0,8 mm lang.
De vrucht is een 3,5 mm lange en 1 mm brede graanvrucht.

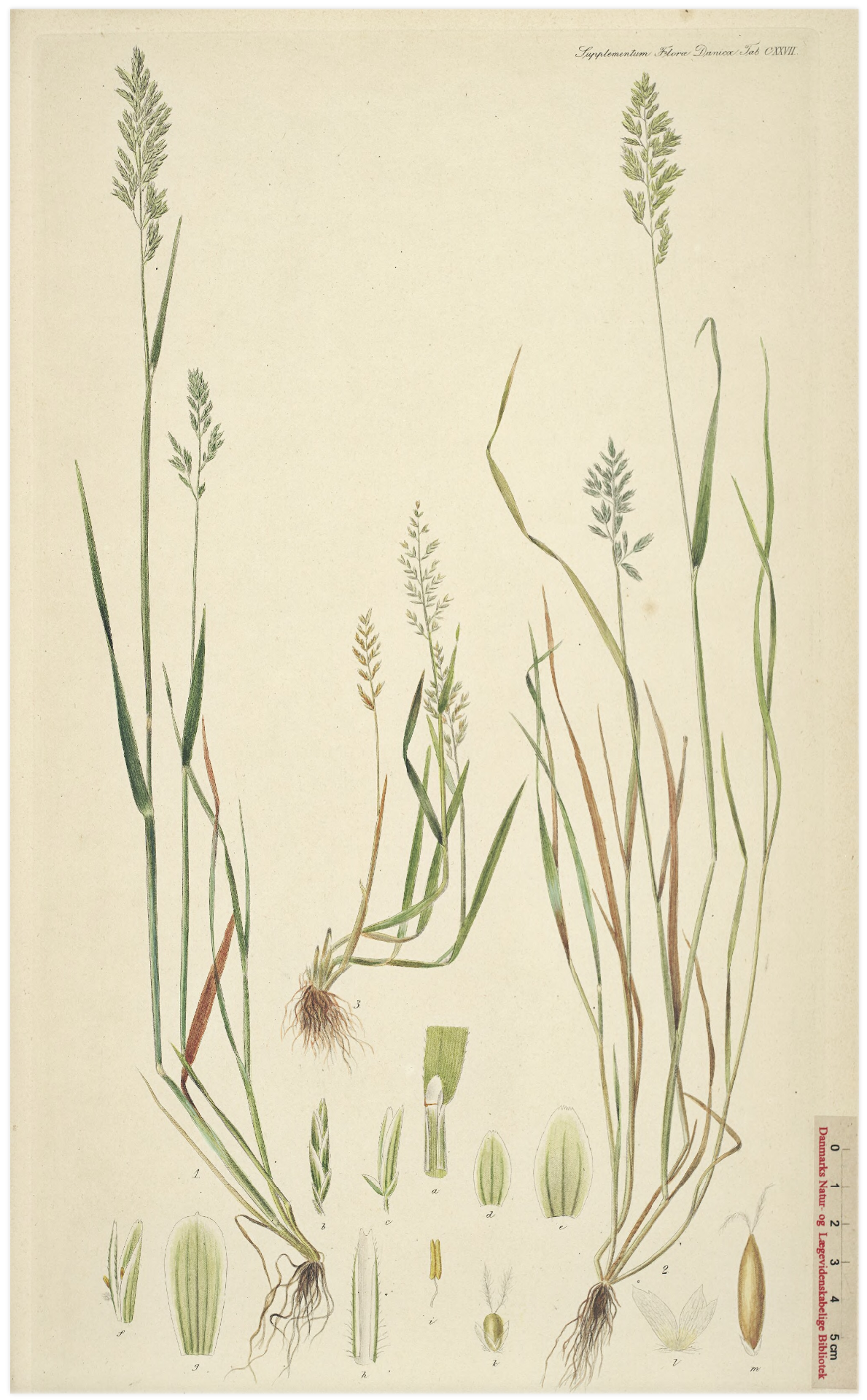
Flora Danica
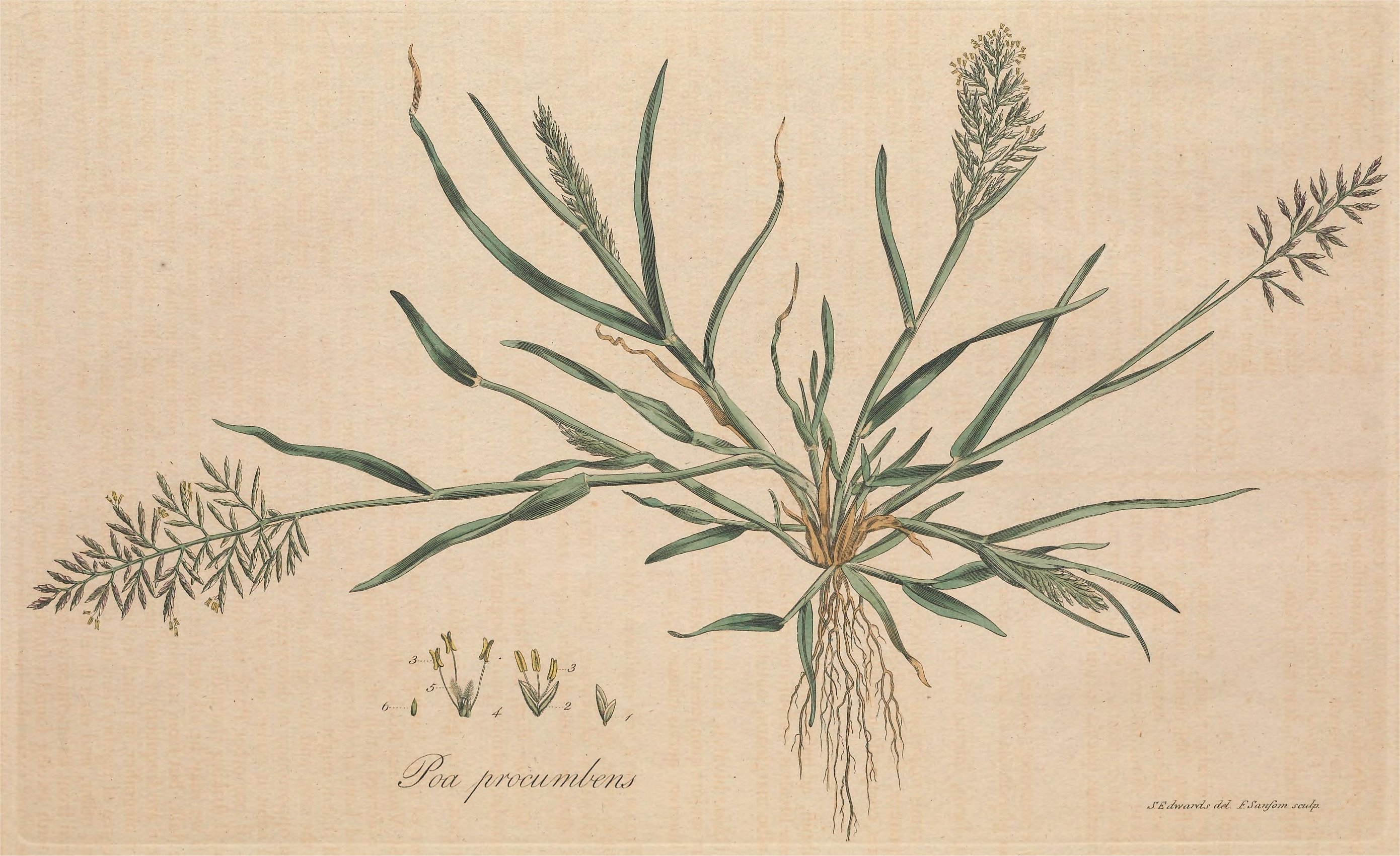
Flora Londinensis
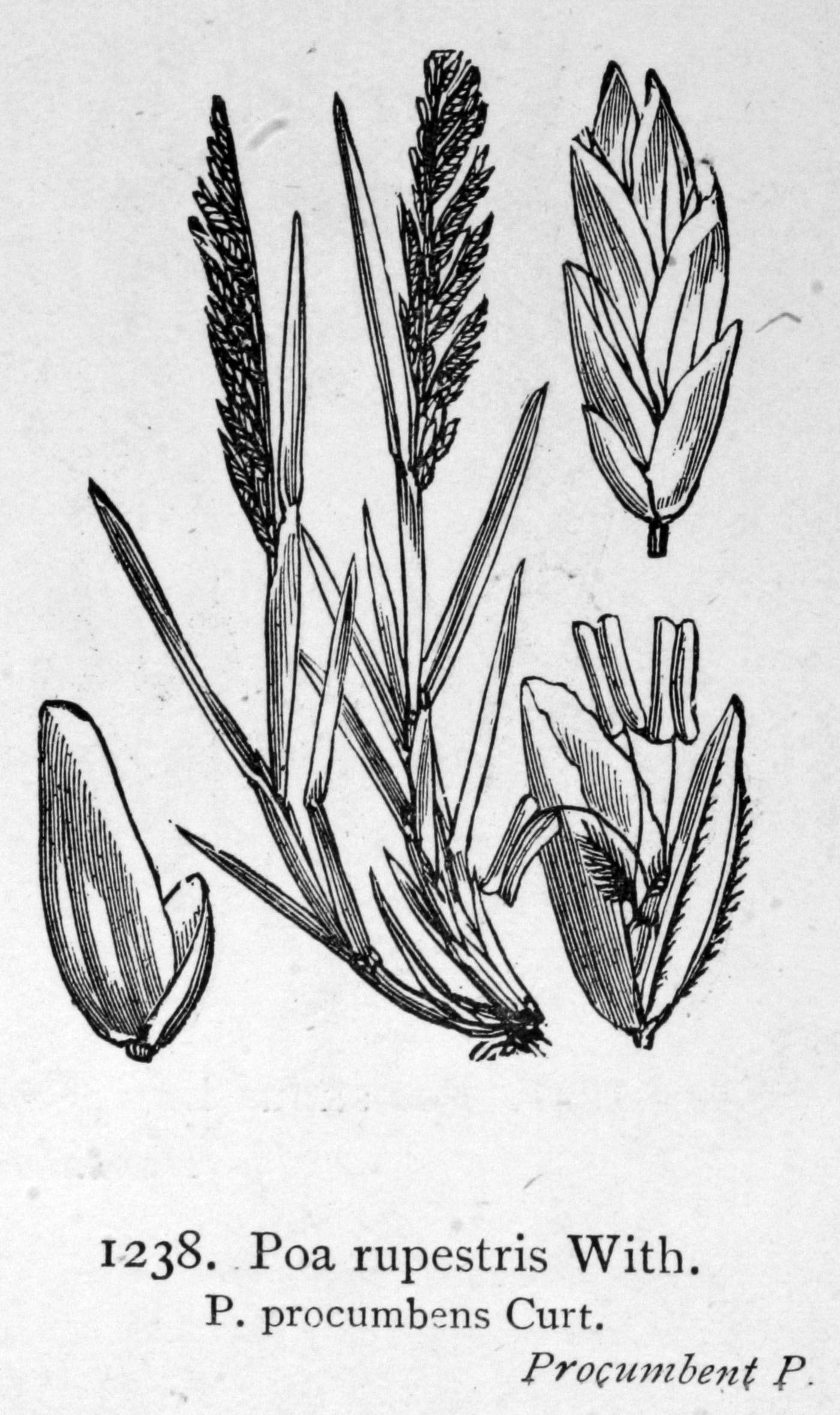
British Flora
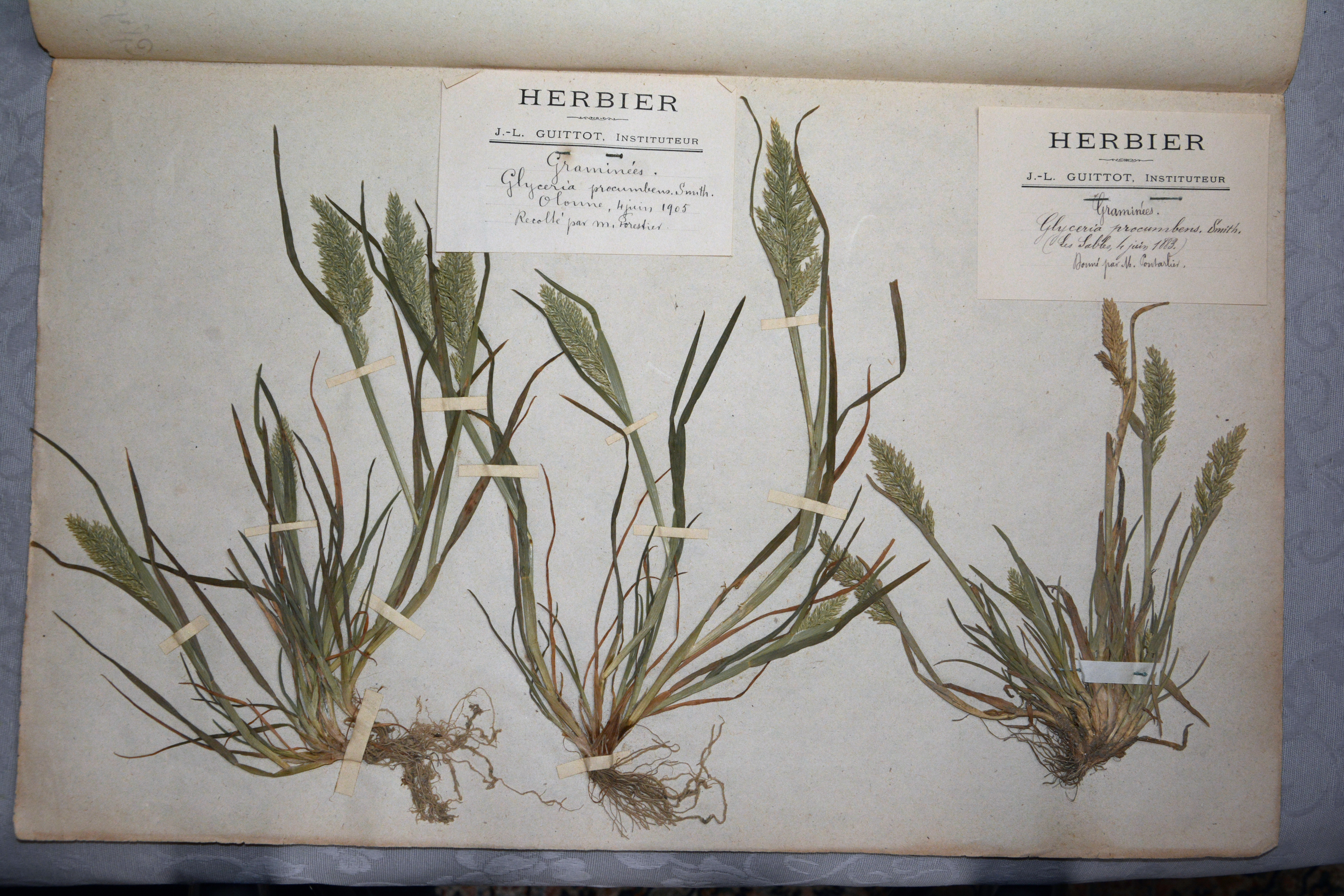

## Ecologie en verspreiding
Dichtbloemig kweldergras staat op zonnige, open, vochtige, matig voedselrijke tot voedselrijke, vaak betreden en bereden, matig zilte tot zilte grond (klei, stenige plaatsen en soms op veen). Ze wordt aangetroffen aan waterkanten, op schorren, in buitendijkse weilanden, in en op kleiwegen en karrensporen en is vroeger ook aangetroffen langs diverse grachten in Amsterdam. Deze kustplant met een beperkt West-Europees areaal bereikt hier haar noordoostgrens. De soort was vroeger vrij algemeen in de laagveengebieden langs het IJ en de voormalige Zuiderzee en was zeer zeldzaam in Zeeland. Na afsluiting van de Zuiderzee is de soort hier sterk achteruitgegaan en uiteindelijk helemaal verdwenen. In 1987 heeft er nog een laatste opleving plaatsgevonden bij Kampen. Helaas is deze groeiplaats vernietigd door het storten van puin. Zo duidelijk als het verdwijnen van de soort uit het Zuiderzeegebied te verklaren valt, zo onduidelijk is haar verdwijnen uit het Zeeuwse. Recent dook de soort weer op in de Zaanstreek in bermen langs onverharde paden op klei. Daarna werd gepoogd de soort te herintroduceren in de Yerseke Moer.